# 강음 김씨
강음 김씨(江陰金氏)는 경상북도 김천시를 본관으로 하는 한국의 성씨이다.
시조 김처곤(金處坤)은 신라 경순왕의 넷째 아들인 김은열(金殷說)의 후손으로 조선의 정시문과에 병과로 합격했다.

## 참고 자료
- “강음김씨(江陰金氏)”. 뿌리를 찾아서.[깨진 링크(과거 내용 찾기)]